# Pristimantis veletis
Pristimantis veletis es una especie de anfibio anuro de la familia Craugastoridae.

## Distribución
Esta especie es endémica del departamento de Caldas en Colombia. Habita en el municipio de Pensilvania entre los 1 800 y 2 450 m de altitud en la vertiente oriental de la Cordillera Central.

## Descripción
Los machos miden de 25.9 a 27.8 mm y las hembras de 31.5 a 36.6 mm.

## Publicación original
- Lynch & Rueda-Almonacid, 1997 : Three new frogs (Eleutherodactylus: Leptodactylidae) from cloud forests in eastern Departamento Caldas, Colombia. Revista de la Academia Colombiana de Ciencias Exactas Físicas y Naturales, vol. 21, n.º 79, p. 131-142[5]